# Kaltgemäßigte Klimazone

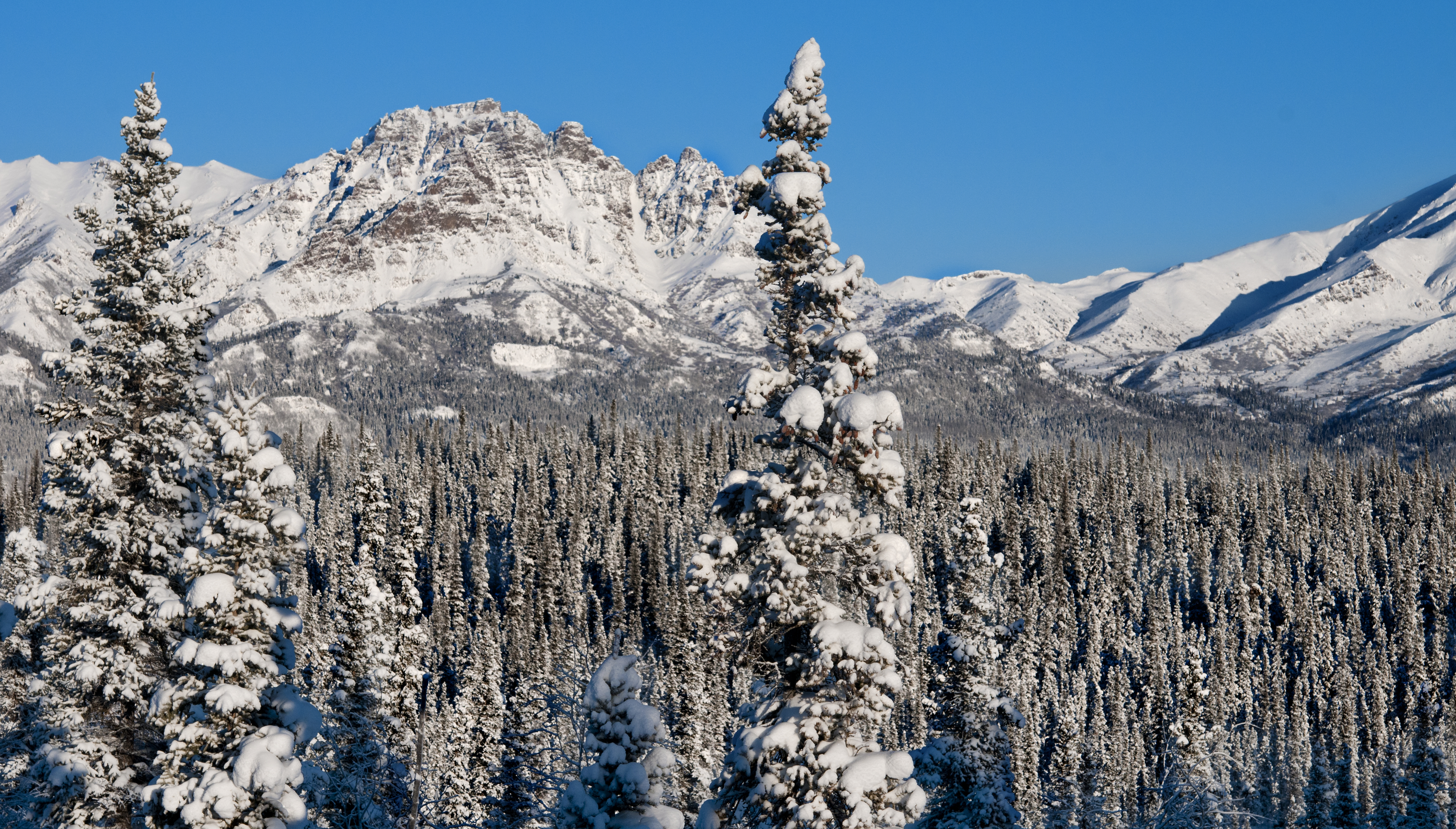
Der nordische (boreale) Nadelwald (hier am Denali, Alaska) prägt die gesamte kaltgemäßigte Zone der Nordhalbkugel

Die kaltgemäßigte Klimazone – meist nur kaltgemäßigte Zone oder auch boreale Klimazone genannt – ist die näher an den Polen liegende Hälfte der beiden erdumspannenden gemäßigten Zonen, die durch bestimmte solare oder thermische Schwellenwerte abgegrenzt werden. Die gemäßigten Zonen erstrecken sich parallel zu den Breitenkreisen in Ost-West-Richtung; nach der solaren Definition vom 45. Breitengrad bis zu den Polarkreisen um die gesamte Erde. Richtung Pol schließen sich die polaren Zonen an.
Die Grenze zwischen den kalt- und kühlgemäßigten Teilräumen wird am einfachsten im Übergang zwischen den nemoralen Laub- und borealen Nadelwäldern gezogen. Dies entspricht nach jüngsten Erkenntnissen auch den äquatornächsten Vorkommen von Permafrostböden.
Da im entsprechenden Temperaturbereich auf der Südhalbkugel der Erde keine Landmassen vorkommen, wird diese Klimazone meistens nur für die Nordhalbkugel ausgewiesen (Ausnahmen siehe „Begriffe und Assoziationen“).
Schultz definiert die Grenze zwischen den beiden gemäßigten Zonen über eine jährliche Einstrahlung von 450 × 108 kJ pro Hektar (= 125 W/m²).
Neben den deutlich ausgeprägten vier (thermischen) Jahreszeiten mit eher langen Wintern (2–4 Monate thermische Vegetationsperiode) sind die vorherrschenden Nadelwälder und Richtung Pol immer großflächigere Permafrost-Vorkommen die herausragenden Merkmale der (nordischen) kaltgemäßigten Zone beziehungsweise des borealen Klimas.
Die gesamte Zone wird einzig vom Klimatyp der Nadelwaldklimate dominiert.
Im weiteren Sinne steht der Begriff Boreale Zone über die klimatische Betrachtung hinaus für den globalen, geozonalen Naturraum mit seinen weiteren Eigenarten.
Durch die globale Erwärmung kommt es zu einer Verschiebung der Klimazonen mit weitreichenden Folgen: Auch in den kalten Mittelbreiten wirkt noch die polare Verstärkung, die zu noch höheren Temperatursteigerungen als in anderen Klimazonen führt. Dies beschleunigt das Auftauen der Permafrostböden mit entsprechenden Risiken für die Stabilität von Gebäuden sowie technischen Anlagen wie etwa Pipelines. Zudem kommt es zu vermehrten Waldbränden, Befall durch Forstschädlinge und der Ausbreitung von Infektionskrankheiten Darüber hinaus verbreiten sich Neobiota (nicht heimischen Pflanzen und Tiere) aus wärmeren Gebieten leichter, die in den relativ artenarmen und daher störungsanfälligen nordischen Wäldern möglicherweise noch negativere Auswirkungen haben als in der Laubwaldzone (vergleichbar mit Monokulturen).

## Begriffe und Assoziationen
Die Bezeichnung Boreale Zone wird neben der Klimazone auch für die entsprechende Ökozone nach Schultz verwendet.
Der Begriff „gemäßigt“ steht für ausgeglichen, moderat, mild. Die größten Temperaturunterschiede an einem Ort der Erde findet man jedoch im kaltgemäßigten Klima Ostsibiriens. Selbst in Lappland, das noch unter dem Einfluss des warmen Golfstroms steht, kann der Unterschied zwischen Sommer und Winter bis zu 70 °C betragen. Insofern ist der Ausdruck kalt-gemäßigt irreführend. Mit dem Adjektiv „boreal“ (= im Norden liegend) hingegen kommt diese Assoziation nicht vor.
Ebenfalls irreführend ist der Ausdruck Subarktis, der oftmals für die gesamte boreale Zone verwendet wird (etwa in der Ethnologie für das gleichnamige nordamerikanische Kulturareal), obwohl er sich auf die Subpolare Klimazone der Nordhalbkugel bezieht, die ganz unterschiedlich definiert wird.

### „Antiboreal“ und „Austral“

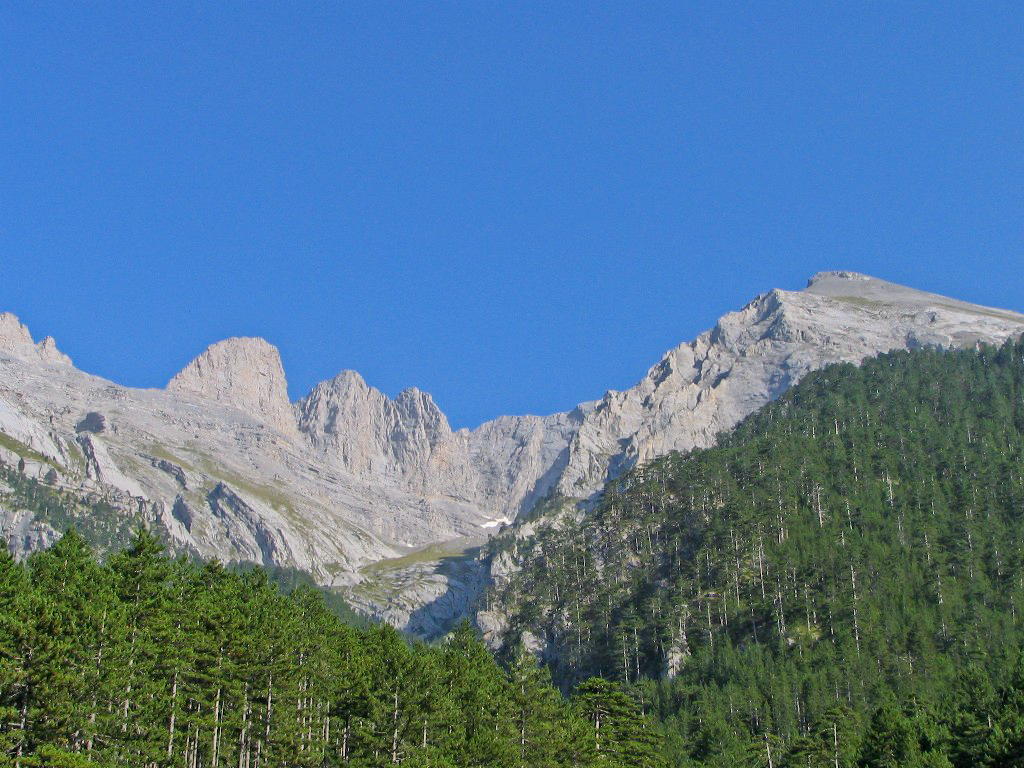
Nach Köppen & Geiger hat der Olymp (Griechenland) ein kaltgemäßigtes Klima. Nach üblicher Klimazonenlehre liegt der Berg jedoch auf der Grenze zwischen den kühlen Mittelbreiten und den (mediterranen) Subtropen und hat auf rund 2000 m Höhe in der hochmontanen Höhenstufe ein der borealen Zone vergleichbares Klima

Streng logisch muss es auch eine südliche kaltgemäßigte Zone geben. Da sich Effektive Klimaklassifikationen in der Regel auf Landklimate beziehen, ist das übliche „Fehlen“ der südlichen Zone erklärbar, da dort tatsächlich nur einige verstreute Inseln liegen, die zudem viel stärker von den ausgleichenden Faktoren der Ozeane geprägt sind als jegliches boreale Gebiet der Nordhalbkugel. Nach Tuhkanen (1992) wird jedoch auch eine antiboreale und nach Box (2016) eine australe (Sub)zone ausgewiesen. (Andere Autoren verwenden „austral“ für die südliche kühlgemäßigt-nemorale Zone).

### „Kaltgemäßigte Klimate“ nach Köppen & Geiger
Im Gegensatz zu den meisten anderen Klimaklassifikationen liegen dem weit verbreiteten System der Klimate nach Köppen und Geiger nicht die klassischen Klimazonen als erste Gliederungsebene zugrunde, sondern die Ableitung erfolgt von den Vegetationsformationen der Erde ausgehend, um erst im letzten Schritt fünf (thermo-hygrische) Hauptgruppen zu bilden, die zwar (zwangsläufig) Ähnlichkeiten mit den Klimazonen haben, jedoch auch erhebliche Abweichungen aufweisen. Hinzu kommt die Gleichsetzung von Höhenklimaten mit vergleichbaren Klimaten höherer Breitengrade (siehe auch: Klimaklassen nach Köppen & Geiger); während andere Autoren die Gebirgsklimate zumeist bewusst ausklammern. „Befreit“ von den üblichen Namenskonventionen umfassen die so genannten Borealen D-Klimate nach Köppen mit den Gruppen Dfa, Dfb, Dwa, Dwb, Dsa und Dsb (feuchtes Kontinentalklima) auch große Bereiche der kühlgemäßigten Klimazone und die als kaltgemäßigtes bzw. subarktisches Klima benannten Klimate Dfc, Dwc und Dsc finden sich beispielsweise auch in den Alpen, in Griechenland oder Zentral-China.

## Klimazone

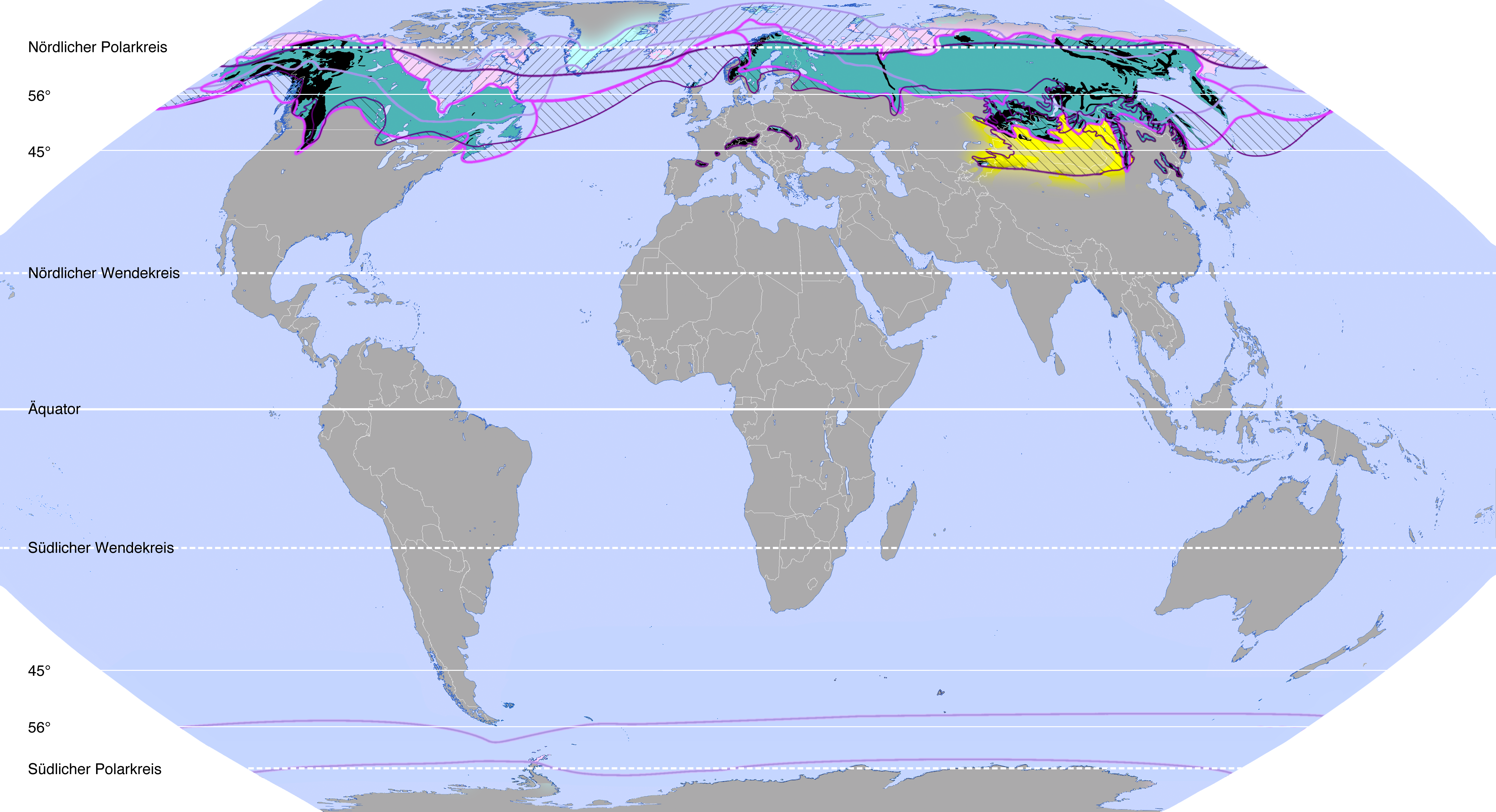
Kaltgemäßigte Klimazone(n) nach drei bekannten Klassifikationen
Festlegung der Zonengrenzen nach:
(Bei der Untergliederung (die auch Grundlage der Tabelle im Abschnitt Klimatypen ist) handelt es sich um eine beispielhafte Einteilung, die sich im Wesentlichen an die Arbeit von Schultz anlehnt. Sie dient dazu, die große Zahl der „realen“ Klimatypen aus den gängigen Klassifikationsmodellen entsprechend zuzuordnen und damit besser vergleichbar zu machen.)

| — Troll & Paffen (1964) | — Lauer, Rafiqpoor & Frankenberg (1996) | — Siegmund & Frankenberg (1999/2006) |

| Elementare Makroklimate (maximale Ausdehnung): | Übergänge zu Makroklimaten benachbarter Zonen / Weitere Flächen: |
| Nadelwaldklimate                               | ///// Übergangsklimate zu Nachbarzonen                           |
|                                                | Tundrenklimate                                                   |
|                                                | Steppenklimate                                                   |
|                                                | Kalte Wüstenklimate                                              |
|                                                | Extrazonale Gebirgsklimate (nicht weiter untergliedert)          |

## Solare Merkmale
Für die folgende Darstellung der solaren Merkmale – die in der Regel nicht als Kriterium zur Abgrenzung der beiden gemäßigten Teilzonen dienen – wurden die Mittelbreiten bei ungefähr 56° nördlicher und südlicher Breite geomathematisch „halbiert“ (sodass theoretisch auch in der Südhälfte zwei Subzonen existieren):
Die höchsten Sonnenstände der Klimazone liegen von den Polarkreisen bis etwa zum 56. Breitengrad zwischen 0 und rund 11° zur Wintersonnenwende und zwischen rund 47 und 57° zur Sommersonnenwende. Dies führt zu einer mittleren jährlichen Globalstrahlung von 800 bis 1100 kWh/m² in den kalten Mittelbreiten.
Die Tageslängen bewegen sich im Jahreslauf zwischen rund 6,5 und 17,5 Stunden am 56. Breitengrad und 0 bis 24 Stunden an den Polarkreisen; das entspricht jährlichen Schwankungen von 11 bis 24 Stunden. Während der Vegetationsperiode liegen die Tageslängen im Mittel bei 17 bis 20 Stunden.
Der UV-Index (sonnenbrandwirksame Intensität der Ultraviolettstrahlung) ist im Jahresmittel um 12:00 Uhr Mittags mit 2 bis unter 3 „niedrig“ bis (schwach) „mäßig“.

## Thermische Merkmale
Im Winter sind in der borealen Zone sehr niedrige Temperaturen zu beobachten (bis um −40 °C im Januarmittel), die kurzen Sommer hingegen können ausgesprochen warm sein und ähneln mit ihren Temperaturen den Verhältnissen der kühlgemäßigten Mittelbreiten. Die Tagestemperaturschwankungen sind jedoch aufgrund der kurzen Nächte in der Nähe des Polarkreises gering. Das Klima der kaltgemäßigten, borealen Zone ist überwiegend kontinental beeinflusst. Dadurch sind auch die extremen Temperaturschwankungen (bis zu 100 °C zwischen Sommer und Winter in Ostsibirien) zu erklären. Durch die riesigen Landmassen Asiens und Nordamerikas liegt diese Zone häufig unter dem Einfluss eines kontinentalen Kältehochs. Sie ist nach Norden von der subpolaren Tiefdruckrinne begrenzt.
Das mittlere Jahresminimum der Temperaturen liegt meist zwischen −30 °C und unter −40 °C.
In der gesamten borealen Zone kommen noch Permafrostböden vor, die je nach Entfernung zu den Polen zwischen 10 (isoliert) und über 90 Prozent (kontinuierlich) der Flächen betreffen. Nach Untersuchungen von 2019 fällt die Grenze zwischen kalt- und kühlgemäßigter Zone auf der Nordhalbkugel ziemlich genau mit dem südlichsten Vorkommen von (isolierten) Permafrostböden zusammen, die eine durchschnittliche Bodentemperatur von höchstens 4 bis 5 °C aufweisen. Im Übergang zur Polarzone liegt sie (vor allem in Zentral- und Ostsibirien) um rund −10 °C.

### Klassifikationen und Festlegungen
Etliche Wissenschaftler haben versucht, die Grenzen der Klimazonen grundlegend zu definieren oder ihre Ansätze ermöglichen die Ableitung entsprechender Schwellenwerte. Einige Beispiele:
| Autor(en)                                     | von         | Ziel / Hintergründe | Benennung                   | Faktoren                                                                                          | Wertebereiche                                                                       |
| --------------------------------------------- | ----------- | --- | --------------------------- | ------------------------------------------------------------------------------------------------- | ----------------------------------------------------------------------------------- |
| Köppen, auf der Grundlage von Supan           | 1884        | Festlegung der fünf Klimazonen | Boreale Zone                | Andauer der Mitteltemperaturen                                                                    | 8 bis 11 Monate unter 10 °C 1 bis 4 Monate 10 bis 20 °C                             |
| Troll & Paffen                                | 1964        | „Jahreszeitenklimate“ Grundlegende Festlegung von Klimazonen in Bezug zu den Wechselwirkungen des Klimas auf die Vegetation                                                                         | Kaltgemäßigte boreale Zone  | Thermische Andauer- u. Schwellenwerte, sowie Gehölze                                              | 4 Monate über 10 °C mind. 6 Monate Vegetationsperiode absolut frostharte Nadelbäume |
| FAO, auf der Grundlage von Köppen & Trewartha | 1968 / 2000 | „Ecological zones“ Level 1 - Domain: Übergeordnete thermische Klimazonen im System der Ökozonen; internationale Verwendung                                                                          | Boreal                      | Thermische Andauer- u. Schwellenwerte                                                             | bis zu 4 Monaten über 10 °C                                                         |
| Schultz                                       | 1988        | „Die Ökozonen der Erde“ Klimazonen nach Troll & Paffen auf der ersten Ebene der Ökozonen | Boreale Zone                | (u. a.) Thermische Wachstumsbedingungen in Klammern = regional                                    | (1) 2 bis 3 (4) Monate über 10 °C 0 (1) Monat über 18 °C                            |
| Müller-Hohenstein                             | 1989        | „Geoökologische Zonen“ Klimazonen als 1. Gliederungsebene | Boreale Zonen               | Jahresmitteltemperatur (JMT) und Vegetationsperiode (VP) als Summe der humiden Tage mit ø ≥ 10 °C | JMT: um 0 °C VP: 90 bis 180 Tage                                                    |
| Lauer, Frankenberg und Rafiqpoor              | 1996        | „Die Klimate der Erde“ „Ökophysiologische Klimaklassifikation“: Wechselwirkungen des Systems „Klima–Pflanze–Boden“ als Reaktion der Pflanzendecke auf das Klima mit Quantifizierung der Grenzlinien | Kaltgemäßigte Mittelbreiten | mittlere Bestrahlungsstärke (BS) und thermische Vegetationsperiode (VP)                           | BS: über 100 W/m² VP: 2 bis 4 Monate                                                |
| Siegmund & Frankenberg                        | 1999 / 2006 | „Klimate der Erde“ Thermische Klimazonen als erster Klimaschlüssel im „Baukastensystem“ | Kalte Zone / Subpolare Zone | Jahresmitteltemperatur                                                                            | −10 bis 0 °C                                                                        |
| Box                                           | 2016        | „World Bioclimatic Zonation“ Haupt-Klimazonen nach Kardinaltemperaturen und deren Dauer | Boreal zone                 | Tagesmitteltemperatur                                                                             | 30 bis 120 Tage ≥ 10 °C                                                             |

### Hygrische Merkmale

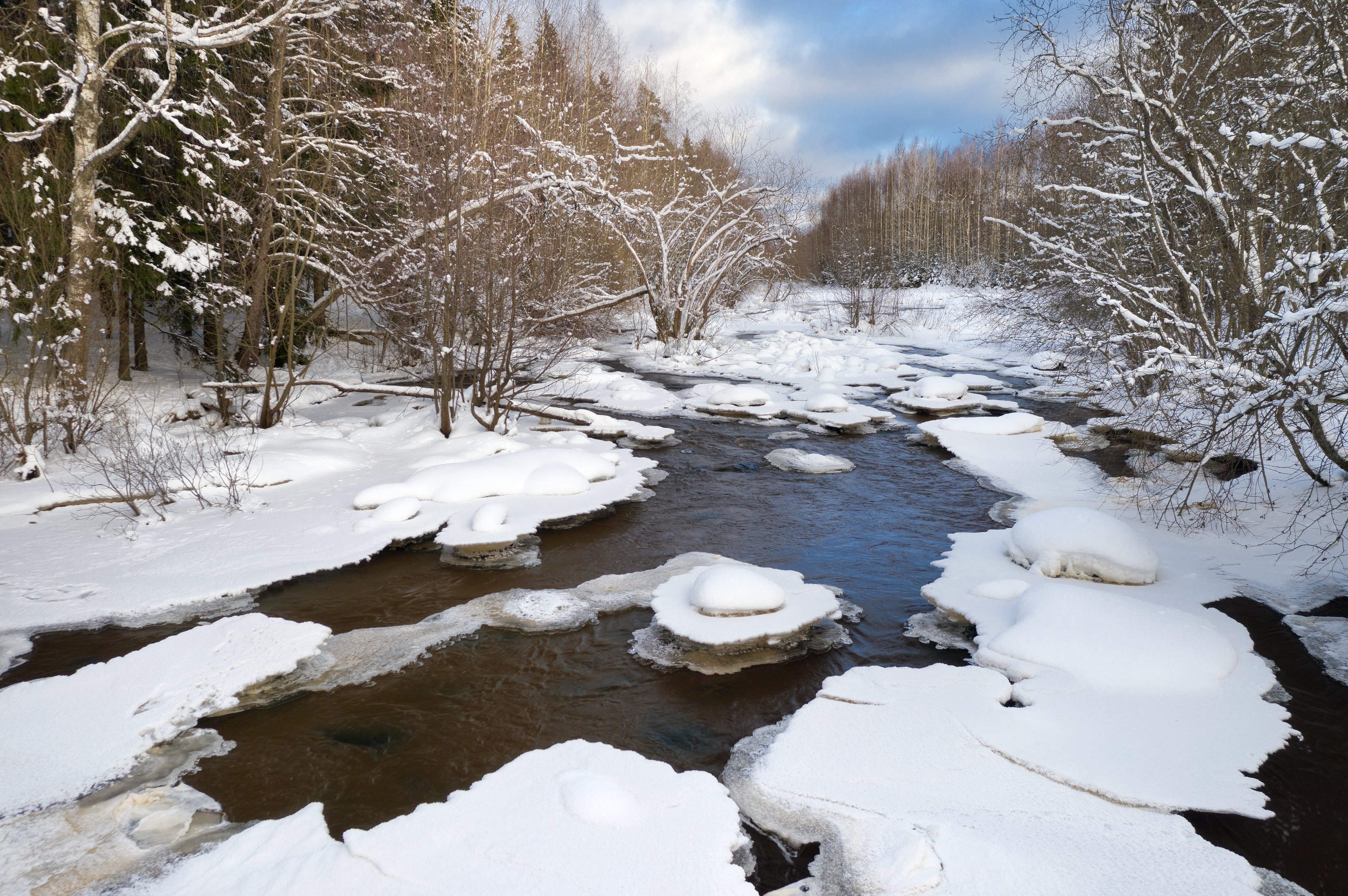
Finnische Taiga: Ein halbes Jahr verschneit

Das kaltgemäßigte, boreale Klima ist abseits der Küstenlagen eher niederschlagsarm, innerkontinental mit einem Sommermaximum des Niederschlages, der im Winter überall als Schnee fällt und viele Monate liegenbleibt. Wegen der niedrigen Temperaturen im Winter liegt die jährliche Biotemperatur nur zwischen 3 und 6 °C, sodass die Verdunstungsrate die meist geringen Niederschlagssummen in aller Regel nicht übersteigt und das Klima somit vollhumid ist. Aufgrund der Barrieren der pazifischen Küstengebirge Nordamerikas und der Skanden Nordeuropas verursachen die Westwinde trotz der warmen Meeresströmungen vor den Nordwestküsten Nordpazifikwirbel und Norwegischer Strom kein regenreiches maritimes Klima in den großen kaltgemäßigten Regionen. Die wenigen Regionen, die in dieser Klimazone ozeanisch beeinflusst sind – wie etwa (Süd-)Island, Norwegen oder die Inseln der Subantarktis – werden von vielen Autoren nicht hinzugerechnet, da die Vegetationsperiode geringfügig länger und die Niederschlagssummen signifikant höher sind und in der Regel kein Permafrost vorkommt.

### Wettersysteme
Die borealen Zonen gehören im Rahmen der planetarischen Zirkulation zu den Westwindzonen in den Luftdruck- und Windsystemen der Mittelbreiten. Sie werden zu den Polarzellen durch die sehr veränderlichen subpolaren Tiefdruckrinnen begrenzt, in denen die polare Kaltluft wieder aufsteigt, um zu den Polen zurückzuströmen. Die schmalen Bänder der ganzjährigen Polarfrontjetstreams, die in der Höhe bis zur Tropopause mit sehr großen Windgeschwindigkeiten ebenfalls nach Westen strömen und die Polarfronten nach oben abschließen, liegen zumeist im Bereich der kaltgemäßigten Zonen.

### Klimatypen
Allein die Zugehörigkeit zu einer Klimazone ermöglicht noch keine Aussagen über die tatsächlichen Klimate innerhalb der Zone. Dazu bedarf es der Festlegung von Klimatypen (für die niedrigen (planar-kollinen) Regionen) aus dem Vergleich der „elementaren“ Makroklimate aller Kontinente mit Hilfe weiterer Parameter (siehe Klimazone: Abschnitt Möglichkeiten der Zonen-Untergliederung): Das können regionale thermische Bedingungen sein – etwa die Kontinentalität –, doch vor allem hygrische Merkmale wie die Summe der Niederschläge im Jahr, die Dauer von Regen- und Trockenzeiten oder das Verhältnis von Niederschlags- und Verdunstungsrate (Humidität/Aridität). Dies führt zu komplexen Klimaschlüsseln, die im Kartenbild zwangsläufig noch größere Abweichungen zwischen den verschiedenen Modellen aufweisen!
Wie an der Karte erkennbar, besteht die kaltgemäßigte Zone (als einzige Klimazone) nur aus einem elementaren Makroklima, das überall relativ einheitlich ist. Hinzu kommen die Gebirgsklimate, die in der Regel gesondert betrachtet werden (Gegebenenfalls könnte man die Hochlandsteppen und Halbwüsten der Mongolei ebenfalls separat betrachten).

#### Nadelwaldklimate

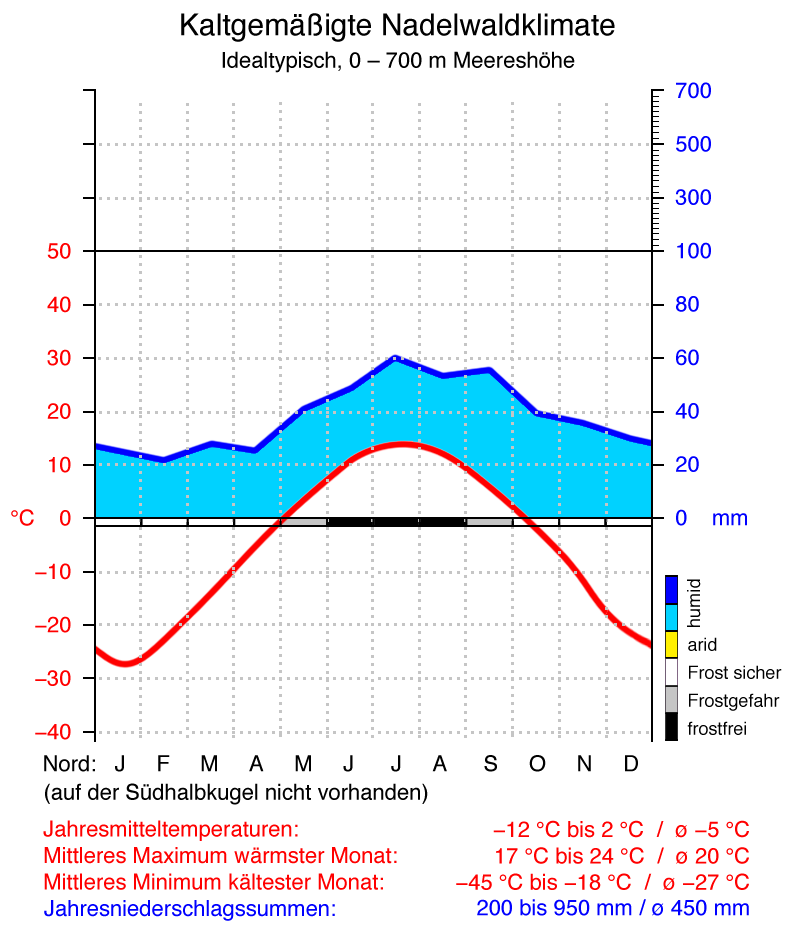

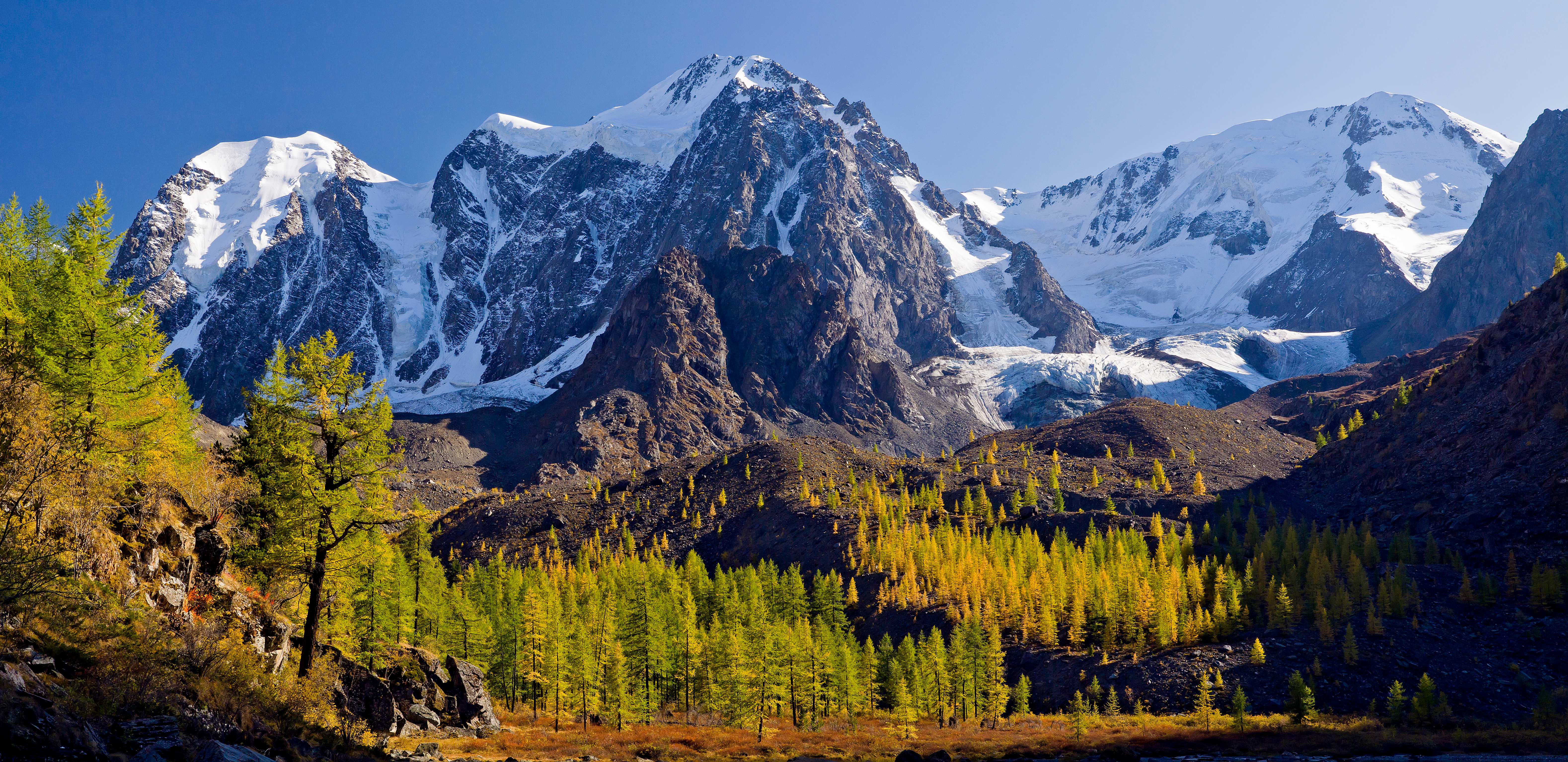
Lärchenwald („Helle Taiga“) im sibirischen Altai

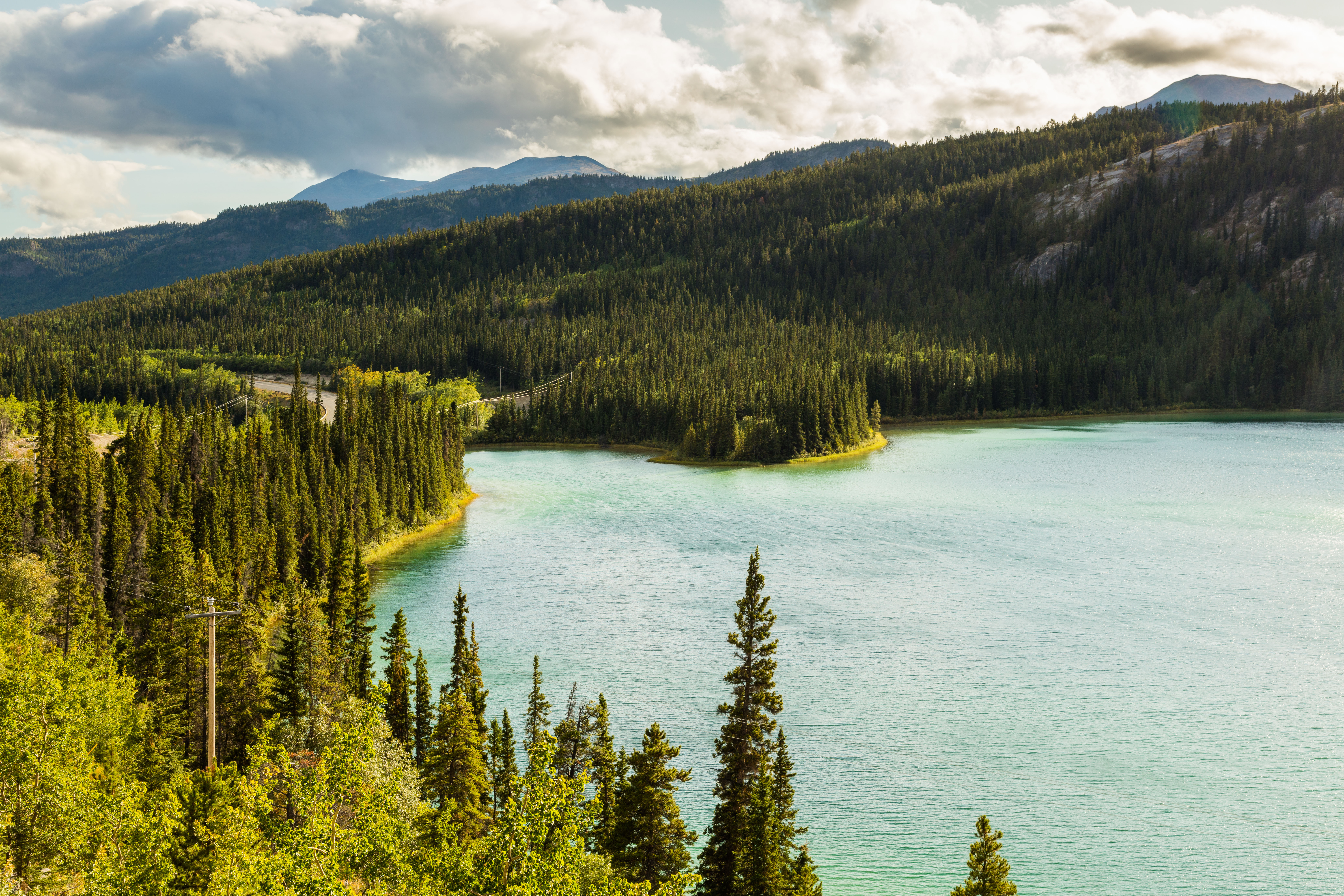
Borealer Nadelwald („Dunkle Taiga“) in Yukon, Kanada

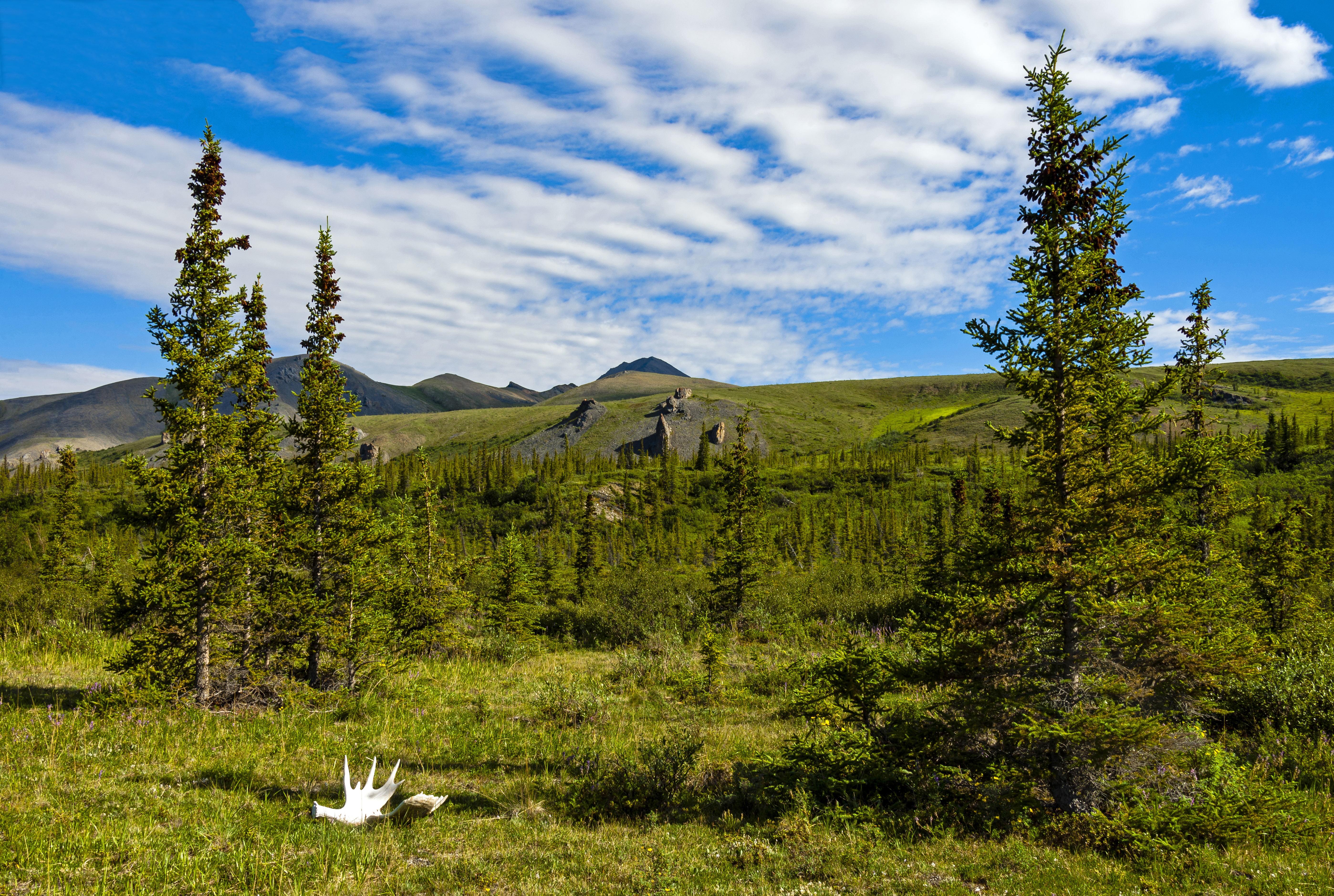
Waldtundra in Alaska

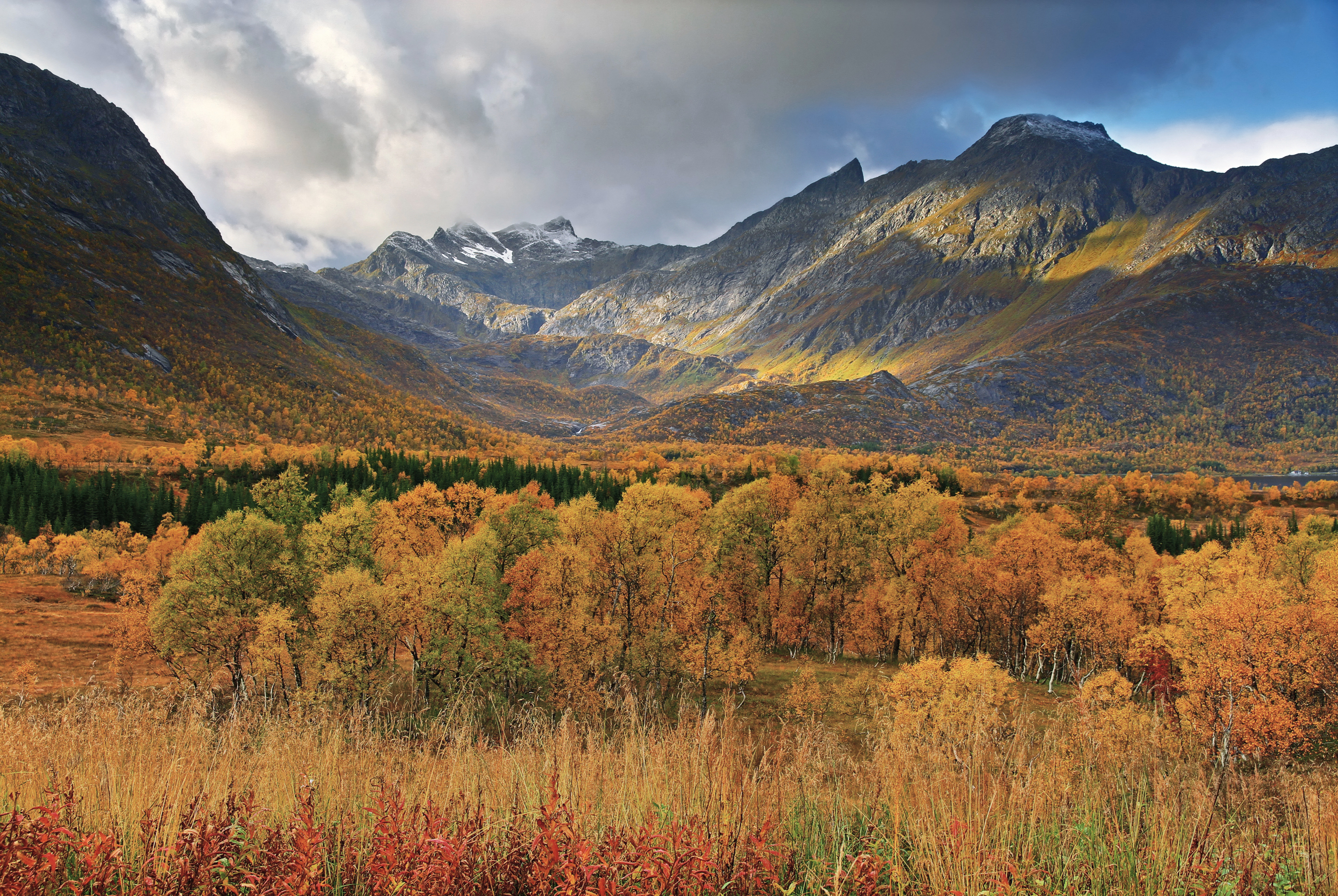
Ozeanisch beeinflusster borealer Wald wird häufig von Birken gebildet (Hinnøya, Norwegen)

Die Klimate der borealen Nadelwälder – die nur auf der Nordhalbkugel vorkommen – erhalten sowohl über das ganze Jahr als auch während der Vegetationszeit nur eine geringe Globalstrahlung. Die im Folgenden genannten Merkmale gelten erdumspannend (geozonal) für Regionen bis zu rund 700 m Meereshöhe. Höher gelegene Gebiete weisen häufig ein abweichendes (extrazonales) Gebirgsklima auf.
Sie sind geprägt durch niedrige Jahresmitteltemperaturen, die in der Regel zwischen −12 und 2 °C liegen. In den kontinentalen Bereichen sinken sie auch bis auf −15 °C im Mittel. Die durchschnittlichen Tagestemperaturen steigen an 140 bis 220 Tagen über den Gefrierpunkt. Nach Troll sind folgende Temperaturgrenzwerte für diesen Klimatyp kennzeichnend: Mittelwerte des wärmsten Monates +10 bis 20 °C und des kältesten Monates +2 bis unter −25 °C.
Die Jahresniederschläge bewegen sich zwischen 200 und 700 mm (in den wenigen maritimen Bereichen bis 1000 mm). Die Niederschläge sind ganzjährig gering bis mäßig (in Ausnahmen höher), häufig sommerfeucht, im Winter fallen in der Regel 6 bis 7 Monate Schnee. Der Schnee schützt den Boden im Winter vor Austrocknung. Aufgrund der geringen Gesamtverdunstung ist das Klima mit 10 bis 12 feuchten Monaten vollhumid.
Die genannten Bedingungen von Licht, Wärme und Feuchtigkeit führen zu einer mittelmäßig langen Dauer der jährlichen Wachstumsperiode zwischen 90 und 150 Tagen – in den kontinentalen Bereichen – und bis zu 180 Tagen – in den maritimen Bereichen. Die potenzielle natürliche Vegetation besteht aus feuchten bis trockenen borealen Nadelwäldern (auch als Taiga bekannt): Vorwiegend dichte bis offene Wälder aus extrem winterharten Nadelbäumen (zumeist Fichten-, Tannen- und Kiefernarten) mit wenigen Laubgehölzen (vorwiegend Birkengewächse und andere Weichhölzer) bedecken das Gros aller Flächen, im Flachland häufig unterbrochen durch die typisch nordischen Strangmoore. Thermisch differenzieren lassen sich die kontinentalen Gebiete mit jährlichen Temperaturschwankungen von 20 bis 40 °C von den hochkontinentalen mit über 40 °C, die über die Hälfte der borealen Zone einnehmen (etwa in den kanadischen Nordwest-Territorien und vom mittelsibirischen Bergland bis Ostsibirien). Eine signifikant andere Artenzusammensetzung der Wälder findet sich hier allerdings nur in den sibirischen Gebieten, die als so genannte „helle Taiga“ von Lärchen gebildet werden. Die „Waldinseln“ und lichten Bestände sowie Krüppelwälder zwischen Wald- und Baumgrenze werden als Waldtundra bezeichnet. Der Boden ist in der Regel – wie in der angrenzenden Tundra – von dichten Teppichen aus Zwergsträuchern, Flechten und Moosen bedeckt und weist verschiedene Anteile von Permafrost auf.
Die Gesamtcharakteristik der Nadelwaldklimate kann mit „lange, kalte, schneereiche bis trockene Winter und kurze, mäßig warme Sommer; grundsätzlich mit Wald bewachsen“ zusammengefasst werden.
Folgende Klimatypen effektiver Klassifikationsmodelle decken dieses Makroklima ab:
- bei Troll & Paffen: II 1 (Ozeanische Borealklimate), II 2 (Kontinentale Borealklimate), II 3 (Hochkontinentale Borealklimate)
- bei Köppen & Geiger: Dfc, Dwc, Dsc, Dfd, Dwd, Dsd (Subarktische Klimate)
- bei Trewartha: E (Boreal)

#### Höhenstufen

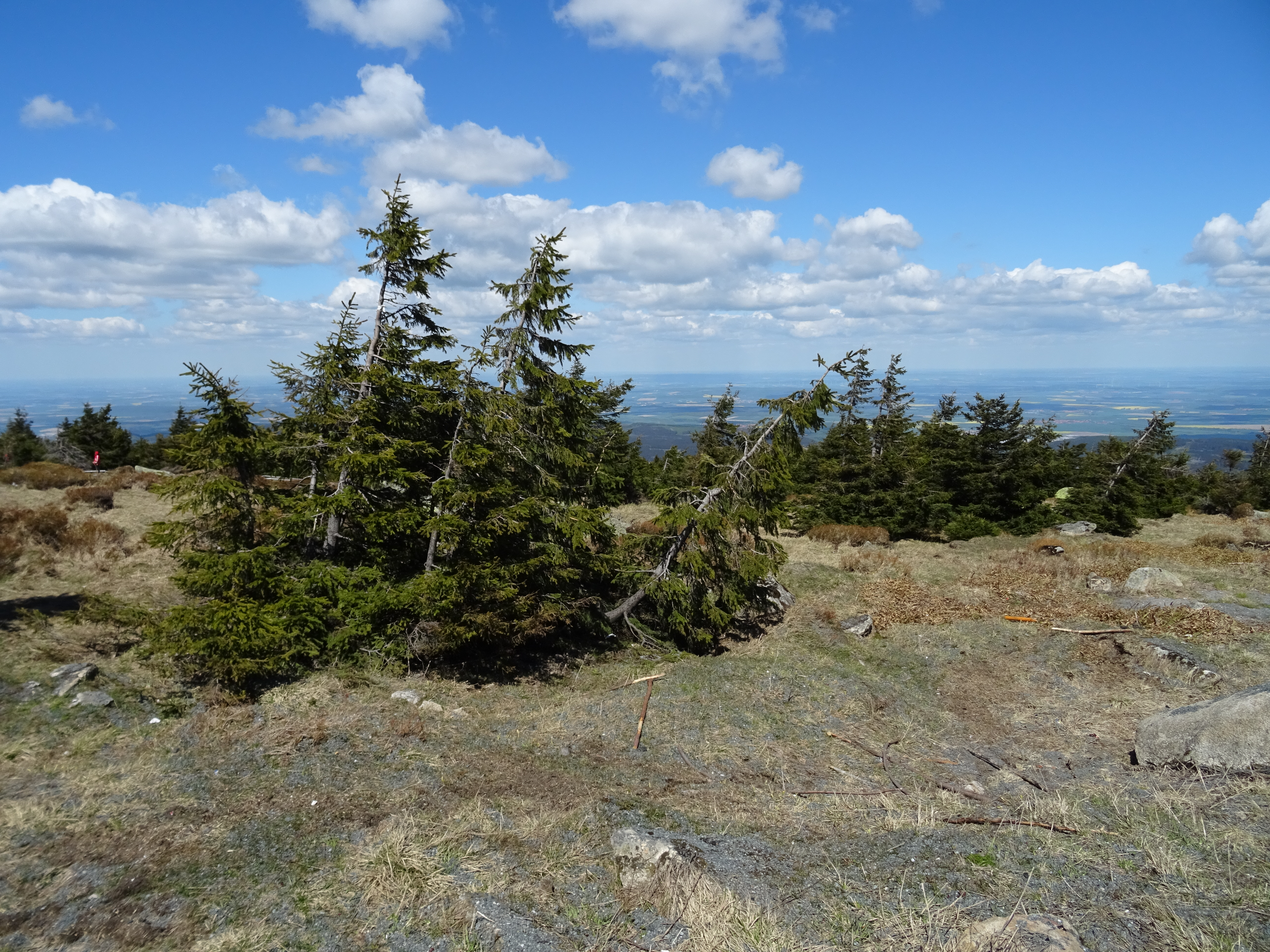
Hochmontaner Fichtenwald über 800 m im Harz: Boreale „Klimainsel“ im kühlgemäßigten Deutschland

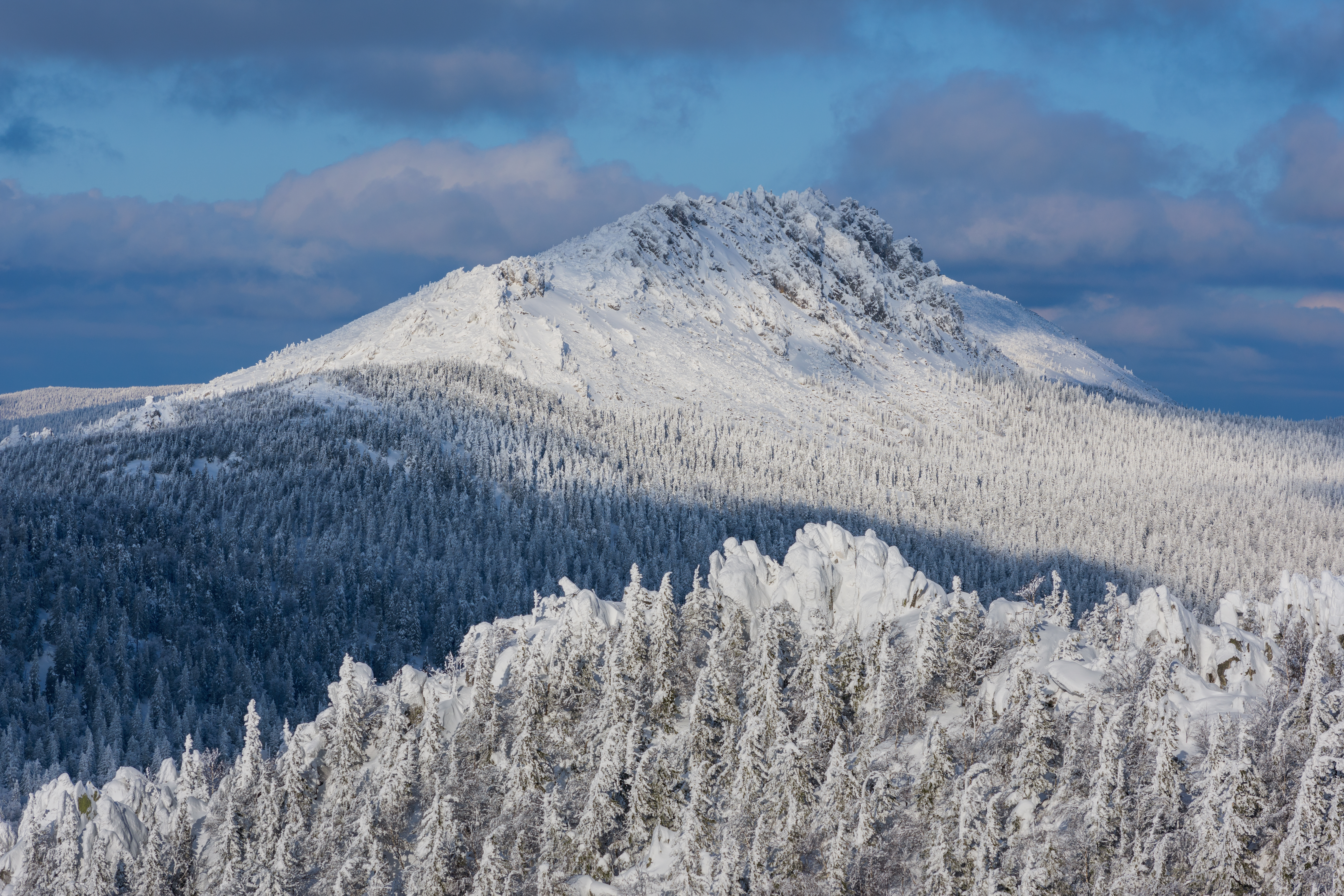
„Echtes“ boreales Gebirge im südlichen Ural

Bei Hochgebirgen in der borealen Zone liegt die Waldgrenze im Mittel zwischen 500 und 1000 m Meereshöhe. Das Bergwaldklima zeigt nur graduelle Unterschiede zu nördlicheren Wäldern des Tieflandes. Ebenso weichen auch die darüber liegenden alpinen und nivalen Höhenstufenklimate nur geringfügig von den entsprechenden polaren Klimaten ab.
Da Lauer, Rafiqpoor & Frankenberg die Hochgebirge in ihre Klimaklassifikation einbezogen haben, liegen die Hochgebirge Europas und Ostasiens auf ihrer Karte als „kaltgemäßigte Inseln“ in den kühlgemäßigten Mittelbreiten. Im Absatz „Kaltgemäßigte Klimate“ nach Köppen & Geiger wurde deren ähnliche Zuordnung ebenfalls bereits erörtert.
Tatsächlich ist das Gebirgsklima der bewaldeten Höhenstufen des (hoch)montanen bis subalpinen Klimas in den meisten Gebirgen der kühlen Mittelbreiten sowie in manchen Hochgebirgen der Subtropen dem kaltgemäßigten Klima vergleichbar. Bei ähnlichen Durchschnittstemperaturen sind jedoch die monatlichen Unterschiede und die Höchsttemperaturen in Gebirgen anderer Klimazonen sehr unterschiedlich. Zudem gibt es dort häufig wesentlich größere Niederschlagsmengen. Dies führt zu geringfügig abweichenden Vegetationsbedingungen. Je näher die Gebirge am Äquator liegen, desto größer sind die Unterschiede aufgrund des Tageszeitenklimas; in den Tropen gibt es daher keine Gebirgsklimate, die dem Borealklima ähnlich sind.
Große Gebirge innerhalb borealer Nadelwaldklimate sind etwa die Kanadischen Rocky-Mountains, die Skanden, der Ural und das Ostsibirische Bergland.

## Naturraum
Nach ökologischen Kriterien umfasst die Boreale Zone alle geschlossenen und offenen nordischen Nadelwälder einschließlich der Waldtundra von der polaren Baumgrenze südwärts bis zur Nordgrenze der Verbreitung sommergrüner („echter“) Hartholz-Laubbaumarten (etwa Buchen, Eichen, Ahorne).

### Ausdehnung und Ausmaße
Auf die solare Abgrenzung bezogen beträgt der Abstand von den Polarkreisen bis zum 56. Breitengrad rund 1180 km. Der Umfang der Erde beträgt in der Mitte der Zone über 19.000 km.
Beide kaltgemäßigte Zonen bedecken in diesem Sinne zusammen über 40 Mio. km²: das sind insgesamt etwa 9 % der Erdoberfläche. Berücksichtigt man die thermischen Verschiebungen, sind es nur rund 7 % (die boreale Zone ist deutlich größer, die antiboreale ist fast nur halb so groß).
Rund 30 % der kaltgemäßigten Zonen sind Landmassen. 13 % der irdischen Landoberfläche liegen in dieser Zone, die rechnerisch komplett auf die nördliche Zone entfallen.

#### Nördliche kaltgemäßigte Zone
Die nördliche kaltgemäßigte Zone wird auch boreale Zone genannt. Trotz der riesigen Landflächen, die diese Zone einnimmt, wird sie zum allergrößten Teil von nur acht Ländern eingenommen: Vereinigte Staaten (etwa zwei Drittel Alaskas), Kanada (fast die Hälfte der Landesfläche), Norwegen, Schweden, Finnland (etwa zwei Drittel der Fläche), Russland (mehr als drei Viertel, vor allem in Sibirien) und Mongolei (rund ein Zehntel). Die Zone zieht sich in einem zwischen 1000 und 2500 Kilometer breiten Gürtel um die gesamte Erde.
Die größten Abweichungen vom Polarkreis als solarer Nordgrenze entstehen nach Norden durch den Einfluss des warmen Nordatlantikstroms in Fennoskandien, der das gemäßigte Klima bis über 800 km in die Grönlandsee (bis über den 70. Breitengrad) ausdehnt; sowie nach Süden bis zu 1000 km (etwa zum 58. Breitengrad) im Bereich des Beringmeeres und vor allem an der Hudson Bay, die beide außerhalb der globalen Warmwasser-Zirkulation liegen; und des kalten Labradorstroms, der Wasser aus dem Nordpolarmeer durch die Davisstraße zwischen Kanada und Grönland nach Süden pumpt.
Vom 56. Breitengrad als angenommener Südgrenze der solaren Borealzone gibt es nur in Nord- und Nordosteuropa eine geringfügige Abweichung von knapp 400 km nach Norden bis nahe 60°, die im Wesentlichen vom Einfluss des warmen Golfstroms in der Westwinddrift verursacht wird. Weitaus größere, bis zu 1000 km nach Süden greifende Ausbuchtungen liegen hingegen über dem gesamten Osten Kanadas und über Zentral- und Ostsibirien etwa bis zum 47. Breitengrad. Hier sind vor allem die großen jährlichen Temperaturunterschiede aufgrund der Kontinentalität und der ungehinderte polare Einfluss die Verursacher.

#### Südliche kaltgemäßigte Zone

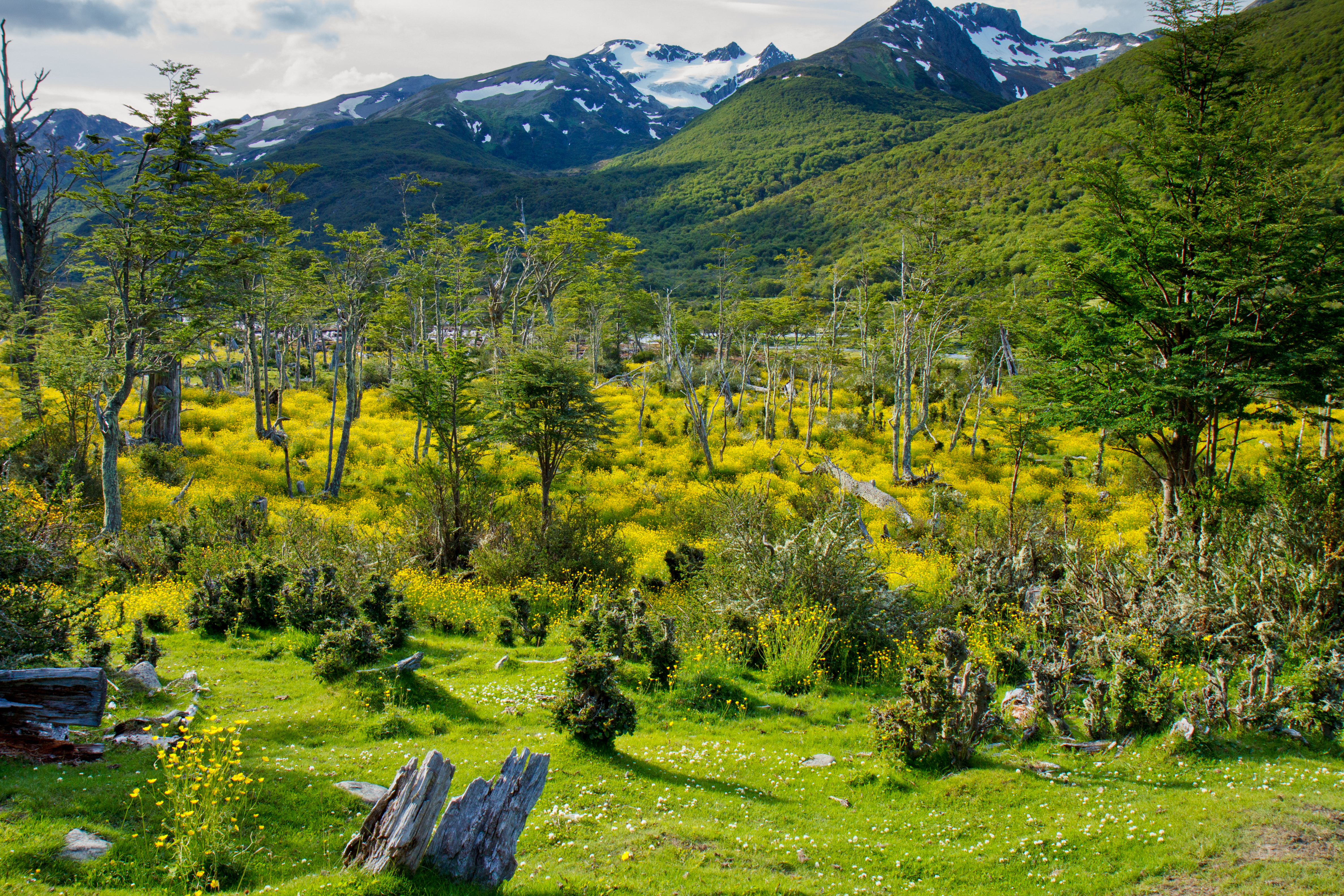
Kühl- oder kaltgemäßigte Wälder? (Feuerland-Nationalpark, Argentinien)

Die südliche kaltgemäßigte Zone wird – sofern sie aufgrund der fehlenden Landmassen überhaupt ausgewiesen wird – antiboreale oder australe Zone genannt (die letztere Bezeichnung wird bisweilen auch für die südliche kühlgemäßigte Zone verwendet). Die Klimazone erstreckt sich in einem schmalen Gürtel – sehr unklar zwischen rund 250 und 850 km breit – um die gesamte Erde und liegt dabei im Wesentlichen über dem Südpolarmeer.
Die größten Abweichungen von den solaren Grenzen zwischen dem Polarkreis und dem 56. Breitengrad liegen in einer Nordverschiebung von maximal 1200 km zwischen den Falkland-Inseln und dem südlichen Indischen Ozean im Bereich Ost-Australiens.
Box weist für die kaltgemäßigte Zone der Nordhalbkugel den Klima-Subtyp VIIIm „Maritime Boreal“ aus, den er als „nicht wirklich boreales Klima“ bezeichnet, weil es etwas milder ist, die Niederschlagssummen wesentlich höher sind, statt Nadelwäldern Weichholzlaubwälder vorkommen und normalerweise kein Permafrost vorkommt (an den Küsten des Alaska Panhandle, von Süd-Island, Nordnorwegen und Kamtschatka). Diese Bedingungen treffen in sehr ähnlicher Weise auch auf die südlichsten Küsten sowie Gebirgshänge in Westwindlage von Feuerland, Tasmanien und der Neuseeland zu, die Box australes Gegenstück nennt. Statt Birkenwäldern wachsen hier jeweils Scheinbuchenwälder. (die vegetationskundlich zu den gemäßigten Regenwäldern gezählt werden). Die Zuordnungsproblematik dieser Klimate taucht auch beim subpolaren Ozeanklima Cfc nach Köppen auf.
Dasantiboreale Klima nach Tuhkanen umfasst hingegen nur das südliche Drittel Patagoniens (auch östlich der Anden), die Falklandinseln, die nördlichsten Inseln der Subantarktis und einige Inseln des südlichen Indischen Ozeans (Crozetinseln, Marion-Insel, Prinz-Edward-Insel).
Bei den hier vorrangig betrachteten Autoren weisen nur Siegmund und Frankenberg eine zusätzliche Zone zwischen den südlichen polaren und mittleren Breiten aus, die sie – für beide Hemisphären – als Subpolare Zone bezeichnen; die jedoch aufgrund ihrer Lage ebenfalls als kaltgemäßigte Klimazone verstanden werden kann.
Obwohl einige ökologische Merkmale (Kleinblättrigkeit der dominanten Gehölze, scharf gezogene Waldgrenze, tundraartiger Waldunterwuchs, häufige Hochmoore und Podsolböden) für die Gleichsetzung der hochozeanisch feuchten Boreal- mit den „antiboreal/australen“ Regionen sprächen, weisen Pfadenhauer und Klötzli darauf hin, dass die monatlichen Mitteltemperaturen im Süden niemals die 0 °C-Grenze unterschreiten würden. So fehle die längere Frostperiode, die Borealklimate zwingend kennzeichne. Diese Tatsache und viele weitere Merkmale der Vegetation sprächen eindeutig für eine Zuordnung zur kühlgemäßigt-nemoralen Klimazone, wie es die meisten Klimatologen und Ökologen auch vornehmen.

### Ökologie

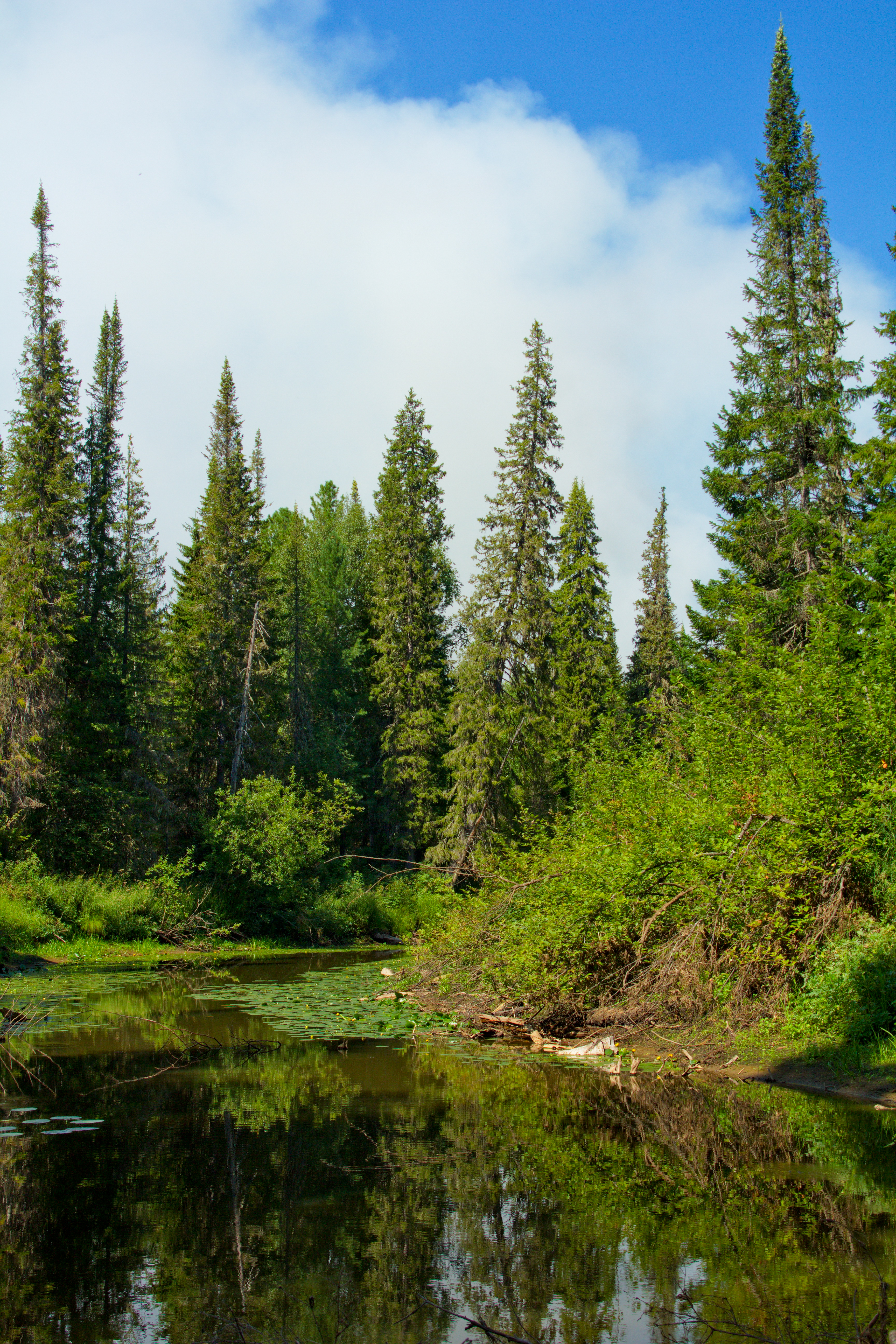
Der schlanke Wuchs der Bäume ist eine Anpassung an die tiefstehende Sonne

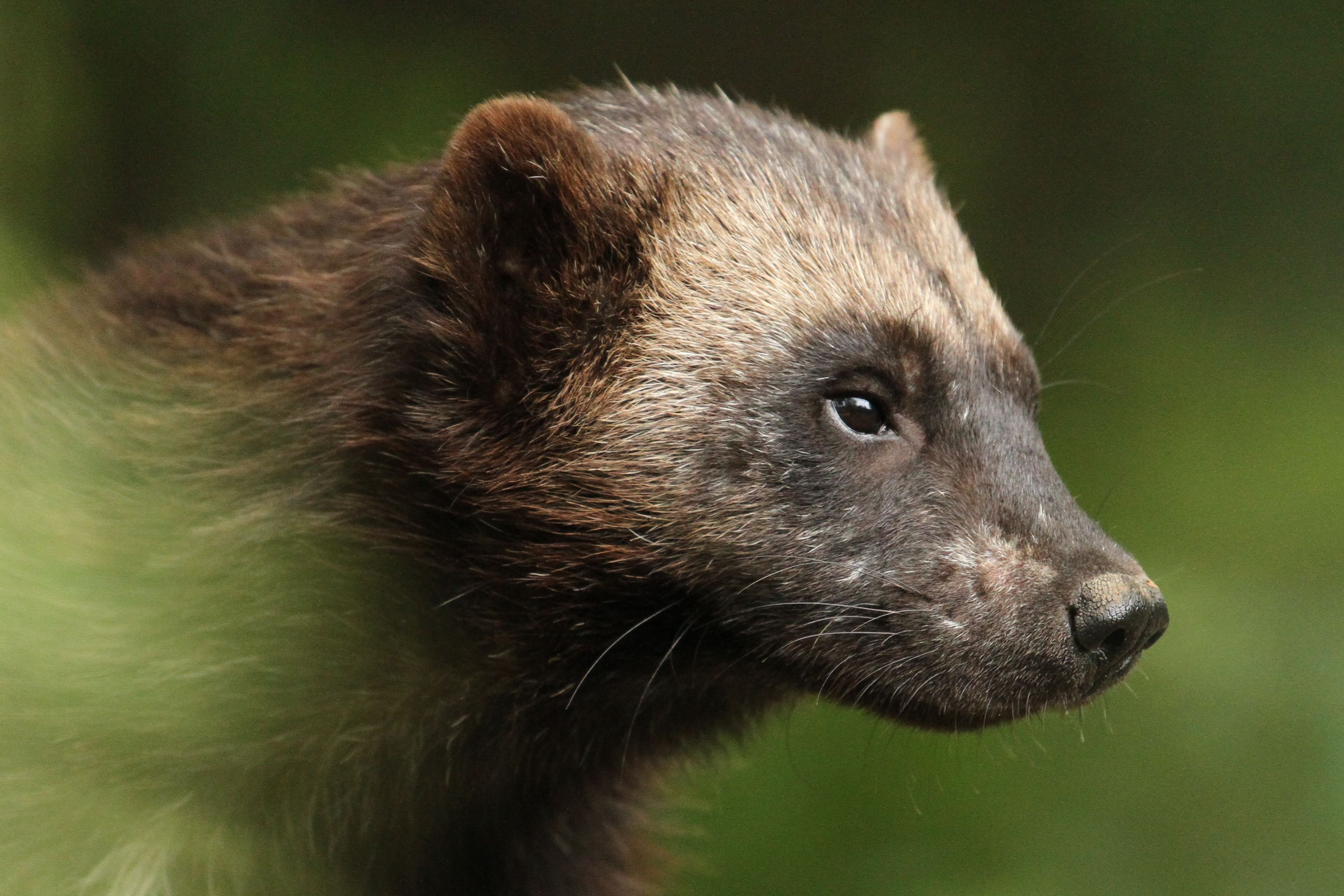
Vielfraß

Nur etwa 20 Baumarten dominieren die gesamte Zone. Es sind hauptsächlich hochstämmige, schmalkronige Nadelbäume, die – im Gegensatz zu Nadelhölzern anderer Klimazonen – gegen extreme Kälte abgehärtet sind. Aufgrund der kurzen Vegetationszeit geschieht der Biomassezuwachs hier ca. 7 bis 10 mal langsamer als im tropischen Regenwald. Regelmäßige Waldbrände spielen eine wichtige Rolle bei der Verjüngung der Wälder.
Die Biodiversität in der kaltgemäßigten Klimazone ist „gering“; wobei hier nur die boreale nördliche Zone betrachtet wird. In den Nadelwaldgebieten existieren meist zwischen 200 und weniger als 1000 Arten von Gefäßpflanzen auf Vergleichsflächen von 10.000 km². Die Artenvielfalt bei den Bäumen ist mit höchstens 159 Arten pro Biom (Boreale Wälder Nordamerikas) „sehr gering“.
Die gesamte Wirbeltierfauna hat im Mittel einen „geringen Artenreichtum“.
Die Zahl der Säugetiere nimmt zwar wie die der Vogelarten Richtung kühlgemäßigter Zone deutlich zu, bleibt aber zumeist überall im „sehr geringen“ Bereich. Die Vögel kommen immerhin in der Südhälfte der borealen Zone auf „geringe Artenzahlen“. Reptilienarten finden sich in den nordamerikanischen Nadelwäldern nur am Südrand und in Eurasien etwa bis zum Polarkreis in „extrem geringer“ Zahl, weiter nördlich fehlen sie (global betrachtet) ganz. Sehr ähnlich ist das Bild bei den Amphibien, die jedoch zirkumpolar in der gesamten Zone recht gleichmäßig verteilt sind.
Die Artenvielfalt der Wirbellosen wurde bislang kaum untersucht, entspricht aber sicherlich der groben Regel: „Je wärmer und feuchter, desto häufiger“. Eine Untersuchung zu den Bienenarten der Erde ergab für das Gros der borealen Zone eine „sehr geringe“ Vielfalt.
Allgemein bekannt sind die großen Säugetiere Elch, Braunbär, Wolf und Nordluchs/Kanadischer Luchs. Diese Tiere gehören jedoch ebenso zur Laubwaldzone, wo sie allerdings vielfach seit langer Zeit ausgerottet oder stark dezimiert wurden. Auf für die nordischen Nadelwälder (und die Tundren) beschränkt ist hingegen der Vielfraß (die größte Marderart). Typisch für Regionen mit langen, schneereichen Wintern ist der Farbwechsel zum weißen Fell oder Federkleid. Herdentiere – vor allem das Ren – suchen die Wälder nur in den Wintermonaten auf, in denen die polare Tundra zu lebensfeindlich ist. Die riesigen Moorgebiete bieten ausgezeichnete Brutreviere für viele bodenbrütende Vögel. Typische Brutvögel der Taiga sind etwa Singschwan und Kranich in Eurasien sowie Trompeterschwan und Kanadakranich in Nordamerika. Bei den Fasanenartigen sind das Birkhuhn in Eurasien und das Tannenhuhn in Nordamerika typische Vögel der borealen Zone.

### Böden
Die Böden der Borealzone werden als „Podsol-Cambisol-Histosol-Zone“ bezeichnet. Wie die nordischen Nadelwälder kommen auch diese Böden nur auf der Nordhalbkugel vor.
Hauptbodentypen sind im Norden Gleye und im Süden Podsole (Hauptbodentyp). Sie treten bandartig (zonal entsprechend der Zonalen Vegetation) in Ost-West-Richtung auf.

#### Gleye
Vom Bodenwasser entscheidend beeinflusster Boden (Vergleyung), welcher einen hohen Grundwasserstand hat, der bis zum Ah – Horizont reichen kann. Humoser, kalkarmer A-Horizont, der ca. 20–30 cm mächtig ist. Wegen chemischer Verwitterung ist der Unterboden sehr lehmreich (G-Horizont). Wegen des durch den hohen Wasserstand entstehenden Sauerstoffmangels werden die Eisen- und Manganverbindungen reduziert, und am schwankenden Grundwasserspiegel wieder ausgeschieden. Dies führt zu einem fleckigen Go-Horizont. Der darunter liegende Gr-Horizont (Reduktionshorizont) ist von grün-blau-grauen Schlieren durchzogen. Gleyböden sind prinzipiell schlecht zu bearbeiten, da durch den hohen Wasserstand die Pflanzennährstoffe sehr mobil sind. Ackerbaulich sind sie kaum nutzbar.

#### Podsole
Günstige Voraussetzungen zur Bildung von Podsolen (Podsolierung) sind hohe Niederschläge, Rohhumus bildende Vegetation und durchlässiges, saures Gestein. Wegen des kaum vorhandenen Bodenlebens bildet sich eine mächtige Rohhumusschicht, welche den Ah-Horizont bildet. Bei der Zersetzung der Humusschicht entstehen Huminsäuren, welche die Silikatverwitterung vorantreiben. Durch das Sickerwasser werden fast alle vorhandenen Tonminerale, Aluminium-, Eisen- und Magnesium-Verbindungen sowie die Nährstoffe ausgewaschen und in den Unterboden durchgeschwemmt. Deswegen nennt man diesen Teil des Bodens auch Bleichhorizont (Ae-Horizont). Im Bs-Horizont lagern sich die oberhalb ausgewaschenen Stoffe ein und bilden aus den Eisen-, Silizium- und Magnesium-Verbindungen einen Ortstein, eine fast wasserundurchlässige Gesteinsschicht, welche für Wurzeln praktisch nicht durchdringbar ist und so den Boden für landwirtschaftliche Nutzung unattraktiv macht. Erst intensive Pflege und eventuelles Aufbrechen des Ortsteins, sofern dieser nicht zu tief liegt, machen diesen Boden halbwegs ertragreich.

### Besiedlung und Nutzung

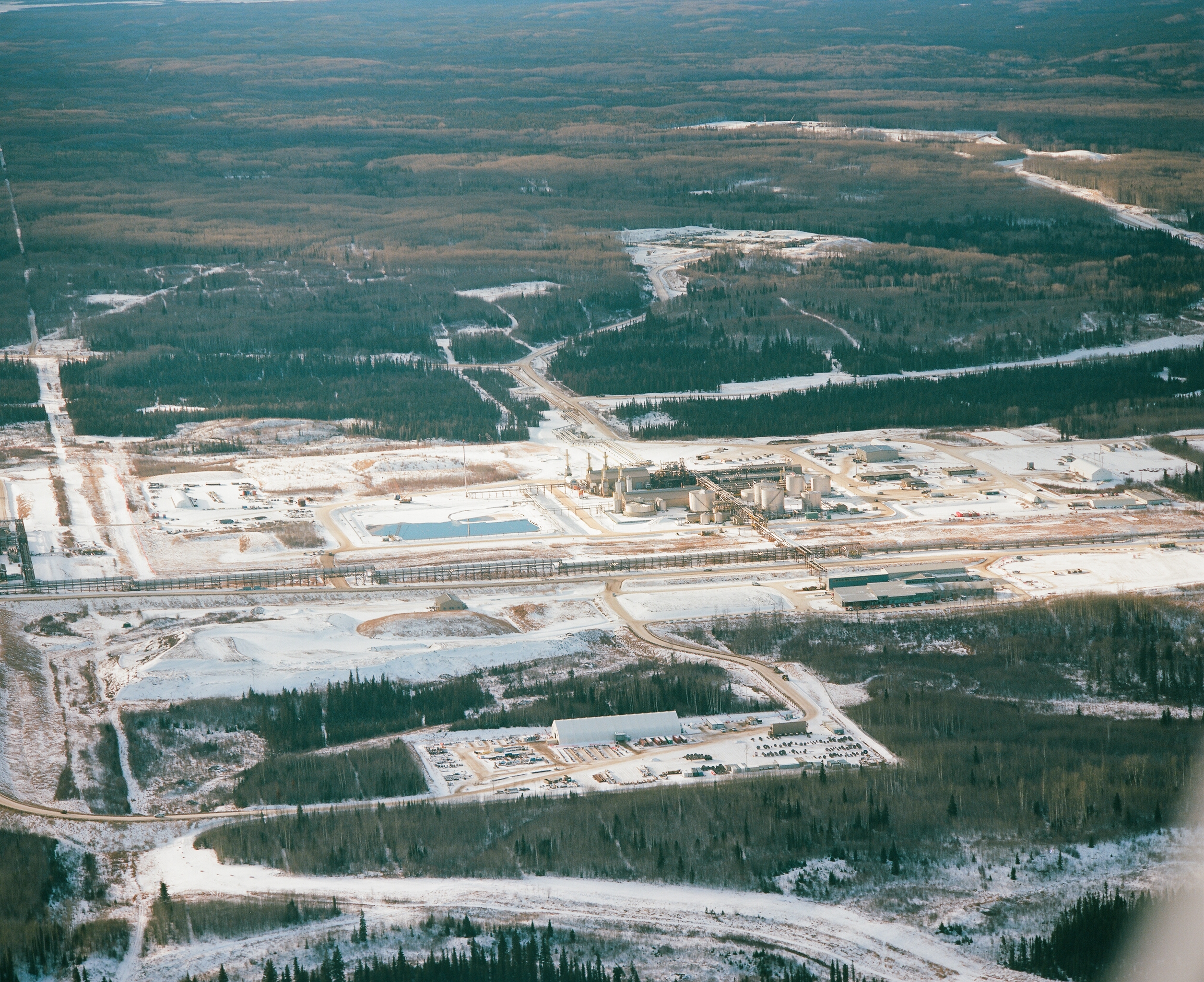
Teersandgewinnung mitten in der Taiga durch den Konzern ConocoPhillips in Kanada

Insgesamt können noch über 90 Prozent der borealen Zone als Wildnis bezeichnet werden. Zusammen mit den nördlich angrenzenden Polargebieten sowie den südlich verbundenen Hochgebirgen in Nordamerika und Zentralasien bilden sie den größten zusammenhängenden Naturraum der Erde. Menschliche Siedlungen finden sich in küstenfernen borealen Gebieten nur wenige: Städte liegen hier entweder an schiffbaren Flüssen und Seen oder am Übergang zu den viel dichter besiedelten kühlen Mittelbreiten. Mit Tampere in Finnland sowie Archangelsk, Syktywkar, Nischni Tagil, Nischnewartowsk, Surgut, Jakutsk, Bratsk und Komsomolsk am Amur in Russland sind bereits alle Städte über 200.000 Einwohner genannt, die inmitten der gesamten Zone liegen. Wie in den Tundren leben auch in der Taiga heute noch etliche indigene Völker; vielfach in den Städten, zum Teil in kleinen Siedlungen, vereinzelt in halbnomadisch besetzten Jagdlagern. Während die so genannten First Nations (vor allem Athabasken, Cree und Innu) in großen Teilen Nord-Kanadas und regional in Alaska die Bevölkerungsmehrheit bilden, sind sie in der eurasischen Taiga mit Ausnahme der russischen Republik Sacha (Jakutien) überall „Minderheiten im eigenen Land“ (u. a. Samen, Komi, Tuwiner und sibirischen Völkern – insbesondere Ewenken und Ewenen)
Da im borealen Raum aufgrund der schlechten Bodenqualität und der niedrigen Temperaturen kaum Landwirtschaft möglich ist, hat sich der Mensch in diesen Räumen auf andere Verdienstquellen eingelassen. So ist der gesamte Raum etwa reich an Bodenschätzen: Beispielsweise finden sich in Sibirien die größten Erdgasvorkommen der Erde (100 Billionen m³), welche eines der wichtigsten Exportgüter Russlands darstellen. Auch Eisenerz und Steinkohle sind hier zu finden. Kanada besitzt die weltweit größten Uran- und Pottaschevorkommen sowie enorme Teersand-Reserven (Athabasca-Ölsande). Aber auch bei der Nickel-, Zink-, Kupfer-, Gold- und Diamantengewinnung gehört Kanada zur Weltspitze. Probleme ergeben sich bei der Ausbeutung dieser Bodenschätze durch den hohen Einsatz von Schwermetallen wie Arsen, Blei und Quecksilber, welche die umliegenden Böden massiv belasten. Die größten negative Auswirkungen auf die eurasische Taiga hat die Ölkatastrophe in Westsibirien.
Der wichtigste „traditionelle“ Wirtschaftszweig ist die Holzindustrie. Der Holzeinschlag (meistens für die Zellstoffindustrie, häufig unkontrolliert auf sehr großen Kahlschlägen) ist nicht nachhaltig, weil der boreale Nadelwald aufgrund der widrigen Bedingungen sehr viel empfindlicher auf Rodungen reagiert als andere Wälder und sich nur langsam regenerieren kann. Außerdem werden in den borealen Wäldern nach wie vor Pelztiere gejagt und gezüchtet, da durch die niedrigen Temperaturen die Felle besonders dicht und buschig werden und sehr begehrt sind. Diese Wirtschaft wird jedoch unwichtiger, da sich durch den schlechten Ruf der Pelzindustrie der Absatz von Pelzen schwierig gestaltet.

## Unterteilungen zur Artenvielfalt
1. ↑  Artenvielfalt Gefäßpflanzen
auf 100 × 100 km
< 200 = sehr gering
200–1000 = gering
1000–2000 = mittel
2000–4000 = hoch
4000–>5000 = sehr hoch
2. ↑  Artenvielfalt Bäume
je Biom
<1000 = sehr gering
1000–3000 = gering
3000–8000 = mittel
8000–14.000 = hoch
>14.000 = sehr hoch
3. ↑  Artenvielfalt Wirbeltiere
auf 50 × 50 km
1–101 = sehr gering
102–192 = gering
193–258 = mittel
259–460 = hoch
461–1286 = sehr hoch
4. ↑  Artenvielfalt Säugetiere
auf jeweils 50.000 km²
1–42 = sehr gering
43–84 = gering
85–126 = mittel
127–168 = hoch
169–210 = sehr hoch
5. ↑  Artenvielfalt Vögel
auf 10 × 10 km
1–135 = sehr gering
136–271 = gering
272–406 = mittel
407–542 = hoch
542–678 = sehr hoch
6. ↑  Artenvielfalt Reptilien
auf 10 km²
1–44 = sehr gering
45–88 = gering
89–132 = mittel
133–176 = hoch
177–221 = sehr hoch
7. ↑  Artenvielfalt Amphibien
auf 50 × 50 km
1–27 = sehr gering
28–54 = gering
55–81 = mittel
82–108 = hoch
109–136 = sehr hoch